# Puchar Top Teams w piłce siatkowej mężczyzn (2000/2001)
Puchar Top Teams 2000/2001 – 1. sezon Pucharu Top Teams (29. sezon wliczając Puchar Europy Zdobywców Pucharów) zorganizowany przez Europejską Konfederację Piłki Siatkowej (CEV) w ramach europejskich pucharów dla męskich klubów siatkarskich.
Puchar Top Teams powstał w miejsce rozgrywanego w latach 1972-2000 Pucharu Europy Zdobywców Pucharów.
W sezonie 2000/2001 do udziału w Pucharze Top Teams zgłosiły się 44 drużyny z 29 federacji. Rozgrywki składały się z fazy kwalifikacyjnej, fazy grupowej, ćwierćfinałów oraz turnieju finałowego. W fazie kwalifikacyjnej zespoły rywalizowały w parach w formie dwumeczów. W fazie grupowej drużyny podzielone zostały na osiem grup, w których rozgrywały między sobą po dwa spotkania systemem kołowym. Zwycięzcy poszczególnych grup awansowali do ćwierćfinałów, gdzie ponownie w drodze losowania utworzono pary i rozgrywano dwumecze.
Turniej finałowy odbył się w dniach 17-18 marca 2001 roku w hali sportowej Erdemir (Erdemir Spor Salonu) w Ereğli. W ramach turnieju finałowego odbyły się półfinały, mecz o 3. miejsce i finał.
Pierwszy Puchar Top Teams zdobył klub SC Espinho, który w finale pokonał UEM-Izumrud Jekaterynburg. Trzecie miejsce zajęła Unicaja Almería.
W sezonie 2000/2001 Puchar Top Teams był po Lidze Mistrzów pucharem drugiej kategorii w hierarchii europejskich pucharów.

## System rozgrywek
Rozgrywki o Puchar Top Teams w sezonie 2000/2001 składały się z fazy kwalifikacyjnej, fazy grupowej, ćwierćfinałów oraz turnieju finałowego. W rozgrywkach mogły wziąć udział maksymalnie 64 drużyny. Liczba drużyn uczestniczących w fazie kwalifikacyjnej oraz tych bezpośrednio zakwalifikowanych do fazy grupowej zależała od liczby zgłoszonych zespołów. Ostatecznie do rozgrywek zgłosiły się 44 drużyny: 24 trafiły do fazy kwalifikacyjnej, pozostałe bezpośrednio do fazy grupowej.
Losowanie

Losowanie fazy kwalifikacyjnej i fazy grupowej odbyło się 2 lipca 2000 roku w Luksemburgu.
Faza kwalifikacyjna

W fazie kwalifikacyjnej w drodze losowania powstały pary, w ramach których drużyny rozegrały dwumecze. O awansie decydowała większa liczba wygranych setów, a w przypadku tej samej liczby wygranych setów – liczba zdobytych małych punktów. Jeżeli obie drużyny zdobyły taką samą liczbę małych punktów, o awansie decydował lepszy stosunek małych punktów w wygranym przez dany zespół meczu.
Zwycięzcy w parach awansowali do fazy grupowej, natomiast przegrani trafili do II rundy kwalifikacyjnej Pucharu CEV.
Faza grupowa

W fazie grupowej 32 drużyny w drodze losowania podzielone zostały na 8 grup. W każdej grupie rozegrały między sobą po dwa spotkania systemem kołowym (mecz u siebie i rewanż na wyjeździe). Zwycięzcy poszczególnych grup uzyskali awans do ćwierćfinałów.
Ćwierćfinały

W ćwierćfinałach w drodze losowania wyłonione zostały pary. Rywalizacja toczyła się na tych samych zasadach co w fazie kwalifikacyjnej.
Turniej finałowy

Turniej finałowy składał się z półfinałów, meczu o 3. miejsce i finału. Pary półfinałowe powstały na podstawie drabinki turniejowej wyłonionej w drodze losowania przed ćwierćfinałami. We wszystkich rundach turnieju finałowego o awansie i medalach decydowało jedno spotkanie.
Federacje, z których kluby uczestniczyły w turnieju finałowym, uzyskały prawo zgłoszenia klubu w Lidze Mistrzów w sezonie 2001/2002.

## Podział miejsc w rozgrywkach
Każda federacja zrzeszona w Europejskiej Konfederacji Piłki Siatkowej (CEV) mogła zgłosić łącznie do Ligi Mistrzów i Pucharu Top Teams maksymalnie dwie drużyny. Na podstawie wyników Pucharu Mistrzów Klubowych i Pucharu Europy Zdobywców Pucharów z poprzedniego sezonu federacje podzielone zostały na trzy kategorie: te, których zespoły osiągnęły najlepsze wyniki w poprzednim sezonie, miały prawo zgłosić dwa kluby do Ligi Mistrzów, federacje z drugiej kategorii mogły zgłosić jeden klub do Ligi Mistrzów i jeden do Pucharu Top Teams, natomiast federacje z trzeciej kategorii – dwa kluby do Pucharu Top Teams i żadnego do Ligi Mistrzów.
Poszczególne federacje mogły zgłosić drużyny według następującego klucza:
- z federacji z kategorii II – zdobywca krajowego pucharu;
- z federacji z kategorii III – mistrz i zdobywca krajowego pucharu.

Jeżeli zdobywca pucharu był jednocześnie mistrzem kraju, wówczas federacja miała prawo zgłosić drużynę, która zajęła drugie miejsce w krajowym pucharze. Krajowa federacja miała prawo przed 1 maja 2000 roku złożyć wniosek, by do uczestnictwa w Pucharze Top Teams dopuścić wicemistrza kraju lub zwycięzcę meczu pomiędzy wicemistrzem kraju a zespołem, który zajął drugie miejsce w krajowym pucharze.
Jeżeli w danym państwie nie były organizowane rozgrywki pucharowe, federacja miała prawo zgłosić wicemistrza kraju.
Mistrz kraju lub zdobywca krajowego pucharu, który nie chciał uczestniczyć w Lidze Mistrzów bądź nie spełniał określonych w regulaminie warunków, miał możliwość uczestnictwa w Pucharze Top Teams.
| Kategoria I                  | Kategoria II                                                | Kategoria III                       |
| ---------------------------- | ----------------------------------------------------------- | ----------------------------------- |
| Francja Grecja Niemcy Włochy | Austria Belgia Bułgaria Czechy Holandia Polska Rosja Turcja | pozostałe federacje zrzeszone w CEV |

## Drużyny uczestniczące
| Federacja                                                                        | Drużyna                          |
| -------------------------------------------------------------------------------- | -------------------------------- |
| Albania                                                                          | Studenti Tirana (L1)             |
| Albania                                                                          | Teuta Durrës (P1)                |
| Austria                                                                          | Uniqa Salzburg (P2)              |
| Białoruś                                                                         | Kamunalnik Grodno (P1)           |
| Bośnia i Hercegowina                                                             | OK Kakanj (L1)                   |
| Cypr                                                                             | Nea Salamina Famagusta (L1)      |
| Cypr                                                                             | Pafiakos Pafos (P2)              |
| Dania                                                                            | DHG Odense (L1)                  |
| Dania                                                                            | Aalborg HIK (P1)                 |
| Estonia                                                                          | ESS Falck Pärnu (L1)             |
| Finlandia                                                                        | Keski-Savon Pateri (P1)          |
| Holandia                                                                         | Piet Zoomers/D Apeldoorn (P1)    |
| Jugosławia                                                                       | Crvena zvezda Galax Belgrad (P1) |
| Luksemburg                                                                       | Volley 80 Pétange (L1)           |
| Luksemburg                                                                       | Volley Bartreng (P1)             |
| Łotwa                                                                            | PCSK/Rīga (L2)                   |
| Mołdawia                                                                         | Speranța Kiszyniów (L1)          |
| Norwegia                                                                         | Mosjøen VBK (P1)                 |
| Rumunia                                                                          | CSS Midia Năvodari (P2)          |
| Słowacja                                                                         | Petrochema Dubová (L2)           |
| Słowenia                                                                         | Salonit Anhovo Kanal (P1)        |
| Szwajcaria                                                                       | TV Amriswil (P2)                 |
| Ukraina                                                                          | Łokomotyw Charków (P2)           |
| Węgry                                                                            | Medikémia Szeged (P2)            |
| Legenda: Ln – n miejsce w mistrzostwach kraju Pn – n miejsce w krajowym pucharze |                                  |

| Federacja                                                                        | Drużyna                         |
| -------------------------------------------------------------------------------- | ------------------------------- |
| Belgia                                                                           | VC Go Pass Brabant Lennik (P2)  |
| Białoruś                                                                         | SKA Mińsk (L1)                  |
| Bułgaria                                                                         | CSKA Royal Cake Sofia (P2)      |
| Chorwacja                                                                        | HAOK Mladost Zagrzeb (L1)       |
| Finlandia                                                                        | KuPS-Volley Kuopio (L1)         |
| Hiszpania                                                                        | Unicaja Almería (L1)            |
| Hiszpania                                                                        | Numancia Caja Duero Soria (P2)  |
| Jugosławia                                                                       | Vojvodina Novolin Nowy Sad (L1) |
| Macedonia                                                                        | Rabotniczki Fersped Skopje (L1) |
| Norwegia                                                                         | Nyborg VBK (L1)                 |
| Polska                                                                           | Stilon Gorzów (P2)              |
| Portugalia                                                                       | SC Espinho (L1)                 |
| Portugalia                                                                       | Castêlo da Maia GC (L2)         |
| Rosja                                                                            | UEM-Izumrud Jekaterynburg (P1)  |
| Rumunia                                                                          | Petrom Ploeszti (L1)            |
| Słowacja                                                                         | Matador Púchov (L1)             |
| Szwajcaria                                                                       | Concordia MTV Näfels (L1)       |
| Turcja                                                                           | Erdemirspor (P2)                |
| Ukraina                                                                          | Azot Czerkasy (L1)              |
| Węgry                                                                            | Kométa Kaposvár SE (L1)         |
| Legenda: Ln – n miejsce w mistrzostwach kraju Pn – n miejsce w krajowym pucharze |                                 |

## Rozgrywki
Wszystkie godziny według czasu lokalnego.

### Faza kwalifikacyjna
| Data | Godz. | Drużyna 1              | Wynik | Drużyna 2                   | 1     | 2     | 3     | 4     | 5     | Małe punkty | Widzów | *      |
| --- | ----- | ---------------------- | ----- | --------------------------- | ----- | ----- | ----- | ----- | ----- | ----------- | ------ | ------ |
| 14.10.2000 | 17:00 | OK Kakanj              | 1:3   | Medikémia Szeged            | 23:25 | 23:25 | 25:19 | 19:25 |       |             |        | raport |
| 21.10.2000 | 18:30 | OK Kakanj              | 0:3   | Medikémia Szeged            | 20:25 | 20:25 | 19:25 |       |       | 1100        | raport |        |
| 20.10.2000 | 16:00 | Studenti Tirana        | 0:3   | Łokomotyw Charków           | 16:25 | 14:25 | 11:25 |       |       |             |        | raport |
| 21.10.2000 | 16:00 | Studenti Tirana        | 0:3   | Łokomotyw Charków           | 17:25 | 13:25 | 12:25 |       |       | 1500        | raport |        |
| Oba mecze na Ukrainie. |       |                        |       |                             |       |       |       |       |       |             |        |        |
| 14.10.2000 | 17:00 | Speranța Kiszyniów     | 0:3   | Petrochema Dubová           | 17:25 | 19:25 | 12:25 |       |       |             |        | raport |
| 21.10.2000 | 17:00 | Speranța Kiszyniów     | 0:3   | Petrochema Dubová           | 27:29 | 8:25  | 21:25 |       |       | 360         | raport |        |
| 14.10.2000 | 16:00 | Teuta Durrës           | 1:3   | CSS Midia Năvodari          | 21:25 | 25:23 | 16:25 | 16:25 |       |             |        | raport |
| 21.10.2000 | 17:00 | Teuta Durrës           | 0:3   | CSS Midia Năvodari          | 17:25 | 20:25 | 17:25 |       |       | 350         | raport |        |
| 14.10.2000 | 20:00 | Pafiakos Pafos         | 0:3   | Piet Zoomers/D Apeldoorn    | 20:25 | 16:25 | 15:25 |       |       |             |        | raport |
| 21.10.2000 | 19:30 | Pafiakos Pafos         | 0:3   | Piet Zoomers/D Apeldoorn    | 17:25 | 8:25  | 16:25 |       |       | 400         | raport |        |
| 15.10.2000 | 19:30 | Nea Salamina Famagusta | 3:2   | TV Amriswil                 | 25:23 | 21:25 | 17:25 | 25:23 | 18:16 |             |        | raport |
| 21.10.2000 | 16:00 | Nea Salamina Famagusta | 1:3   | TV Amriswil                 | 25:23 | 20:25 | 13:25 | 17:25 |       | 520         | raport |        |
| 15.10.2000 | 15:00 | Volley Bartreng        | 0:3   | Uniqa Salzburg              | 18:25 | 20:25 | 14:25 |       |       |             | 100    | raport |
| 22.10.2000 | 11:00 | Volley Bartreng        | 0:3   | Uniqa Salzburg              | 18:25 | 20:25 | 19:25 |       |       | 200         | raport |        |
| 14.10.2000 | 20:30 | Volley 80 Pétange      | 0:3   | Salonit Anhovo Kanal        | 19:25 | 21:25 | 23:25 |       |       |             | 180    | raport |
| 21.10.2000 | 19:00 | Volley 80 Pétange      | 1:3   | Salonit Anhovo Kanal        | 21:25 | 19:25 | 25:22 | 16:25 |       | 300         | raport |        |
| 15.10.2000 | 13:00 | Aalborg HIK            | 1:3   | Crvena zvezda Galax Belgrad | 17:25 | 23:25 | 25:21 | 15:25 |       |             | 350    | raport |
| 21.10.2000 | 20:00 | Aalborg HIK            | 0:3   | Crvena zvezda Galax Belgrad | 19:25 | 20:25 | 20:25 |       |       | 400         | raport |        |
| 15.10.2000 | 16:45 | ESS Falck Pärnu        | 2:3   | Keski-Savon Pateri          | 25:19 | 25:16 | 21:25 | 16:25 | 11:15 | 206:206     |        | raport |
| 21.10.2000 | 16:00 | ESS Falck Pärnu        | 3:2   | Keski-Savon Pateri          | 29:27 | 22:25 | 17:25 | 25:19 | 15:10 | 206:206     |        | raport |
| O awansie Keski-Savon Pateri zdecydował lepszy stosunek małych punktów w wygranym meczu: współczynnik 1. meczu – 100:98=1,02041; współczynnik 2. meczu – 108:106=1,01887. |       |                        |       |                             |       |       |       |       |       |             |        |        |
| 17.10.2000 | 18:00 | Kamunalnik Grodno      | 3:1   | PCSK/Rīga                   | 25:21 | 25:23 | 21:25 | 27:25 |       |             | 450    | raport |
| 18.10.2000 | 18:00 | Kamunalnik Grodno      | 0:3   | PCSK/Rīga                   | 23:25 | 19:25 | 23:25 |       |       |             | raport |        |
| — | —     | DHG Odense             | 3:0   | Mosjøen VBK                 | 25:0  | 25:0  | 25:0  |       |       |             | —      | raport |
| — | —     | DHG Odense             | 3:0   | Mosjøen VBK                 | 25:0  | 25:0  | 25:0  |       |       | —           | raport |        |
| Mosjøen VBK wycofał się z rozgrywek. Oba mecze zakończyły się walkowerem dla klubu DHG Odense.                                                                            |       |                        |       |                             |       |       |       |       |       |             |        |        |
| Po lewej gospodarz pierwszego meczu. |       |                        |       |                             |       |       |       |       |       |             |        |        |

### Faza grupowa

#### Grupa 1
Tabela
| Lp. | Drużyna                   | Pkt | Mecze | Mecze | Mecze | Sety | Sety | Sety  | Małe punkty | Małe punkty | Małe punkty |
| Lp. | Drużyna                   | Pkt | M     | W     | P     | wyg. | prz. | ratio | zdob.       | str.        | ratio       |
| --- | ------------------------- | --- | ----- | ----- | ----- | ---- | ---- | ----- | ----------- | ----------- | ----------- |
| 1   | Piet Zoomers/D Apeldoorn  | 8   | 4     | 4     | 0     | 12   | 5    | 2.400 | 382         | 356         | 1.073       |
| 2   | VC Go Pass Brabant Lennik | 6   | 4     | 2     | 2     | 8    | 7    | 1.143 | 354         | 333         | 1.063       |
| 3   | Azot Czerkasy             | 4   | 4     | 0     | 4     | 4    | 12   | 0.333 | 326         | 373         | 0.874       |

Źródło: CEV (ang.)
Zasady ustalania kolejności: 1. liczba zdobytych punktów; 2. wyższy stosunek setów; 3. wyższy stosunek małych punktów.
Punktacja: zwycięstwo – 2 pkt; porażka – 1 pkt
Uwaga: Klub SKA Mińsk wycofał się z rozgrywek.
Wyniki
| Data       | Godz. | Drużyna 1                 | Wynik | Drużyna 2                 | 1     | 2     | 3     | 4     | 5     | Widzów | *      |
| ---------- | ----- | ------------------------- | ----- | ------------------------- | ----- | ----- | ----- | ----- | ----- | ------ | ------ |
| 06.12.2000 | 17:00 | Azot Czerkasy             | 0:3   | VC Go Pass Brabant Lennik | 18:25 | 19:25 | 19:25 |       |       |        | raport |
| 12.12.2000 | 19:30 | Piet Zoomers/D Apeldoorn  | 3:1   | Azot Czerkasy             | 25:19 | 23:25 | 25:14 | 25:20 |       | 650    | raport |
| 19.12.2000 | 20:30 | VC Go Pass Brabant Lennik | 1:3   | Piet Zoomers/D Apeldoorn  | 21:25 | 23:25 | 25:19 | 19:25 |       | 950    | raport |
| 10.01.2001 | 19:30 | Piet Zoomers/D Apeldoorn  | 3:1   | VC Go Pass Brabant Lennik | 17:25 | 25:18 | 25:23 | 25:23 |       | 700    | raport |
| 16.01.2001 | 17:00 | Azot Czerkasy             | 2:3   | Piet Zoomers/D Apeldoorn  | 20:25 | 21:25 | 25:12 | 25:21 | 10:15 | 2000   | raport |
| 24.01.2001 | 20:30 | VC Go Pass Brabant Lennik | 3:1   | Azot Czerkasy             | 27:29 | 25:21 | 25:21 | 25:20 |       | 350    | raport |

#### Grupa 2
Tabela
| Lp. | Drużyna                    | Pkt | Mecze | Mecze | Mecze | Sety | Sety | Sety  | Małe punkty | Małe punkty | Małe punkty |
| Lp. | Drużyna                    | Pkt | M     | W     | P     | wyg. | prz. | ratio | zdob.       | str.        | ratio       |
| --- | -------------------------- | --- | ----- | ----- | ----- | ---- | ---- | ----- | ----------- | ----------- | ----------- |
| 1   | SC Espinho                 | 7   | 4     | 3     | 1     | 11   | 5    | 2.200 | 370         | 328         | 1.128       |
| 2   | Vojvodina Novolin Nowy Sad | 6   | 4     | 2     | 2     | 8    | 8    | 1.000 | 350         | 347         | 1.009       |
| 3   | PCSK/Rīga                  | 5   | 4     | 1     | 3     | 5    | 11   | 0.455 | 309         | 354         | 0.873       |

Źródło: CEV (ang.)
Zasady ustalania kolejności: 1. liczba zdobytych punktów; 2. wyższy stosunek setów; 3. wyższy stosunek małych punktów.
Punktacja: zwycięstwo – 2 pkt; porażka – 1 pkt
Uwaga: Klub DHG Odense wycofał się z rozgrywek.
Wyniki
| Data       | Godz. | Drużyna 1                  | Wynik | Drużyna 2                  | 1     | 2     | 3     | 4     | 5     | Widzów | *      |
| ---------- | ----- | -------------------------- | ----- | -------------------------- | ----- | ----- | ----- | ----- | ----- | ------ | ------ |
| 06.12.2000 | 17:30 | Vojvodina Novolin Nowy Sad | 3:0   | PCSK/Rīga                  | 25:13 | 25:21 | 25:15 |       |       | 1160   | raport |
| 14.12.2000 | 21:00 | SC Espinho                 | 3:0   | Vojvodina Novolin Nowy Sad | 26:24 | 25:18 | 25:21 |       |       | 200    | raport |
| 19.12.2000 | 19:00 | PCSK/Rīga                  | 2:3   | SC Espinho                 | 25:17 | 15:25 | 25:22 | 22:25 | 11:15 | 400    | raport |
| 10.01.2001 | 21:00 | SC Espinho                 | 3:0   | PCSK/Rīga                  | 25:18 | 25:19 | 25:18 |       |       | 200    | raport |
| 17.01.2001 | 17:30 | Vojvodina Novolin Nowy Sad | 3:2   | SC Espinho                 | 20:25 | 16:25 | 31:29 | 25:18 | 20:18 | 1350   | raport |
| 24.01.2001 | 19:00 | PCSK/Rīga                  | 3:2   | Vojvodina Novolin Nowy Sad | 25:23 | 24:26 | 25:17 | 18:25 | 15:9  | 800    | raport |

#### Grupa 3
Tabela
| Lp. | Drużyna            | Pkt | Mecze | Mecze | Mecze | Sety | Sety | Sety  | Małe punkty | Małe punkty | Małe punkty |
| Lp. | Drużyna            | Pkt | M     | W     | P     | wyg. | prz. | ratio | zdob.       | str.        | ratio       |
| --- | ------------------ | --- | ----- | ----- | ----- | ---- | ---- | ----- | ----------- | ----------- | ----------- |
| 1   | Uniqa Salzburg     | 7   | 4     | 3     | 1     | 11   | 4    | 2.750 | 346         | 311         | 1.113       |
| 2   | Petrom Ploeszti    | 6   | 4     | 2     | 2     | 6    | 9    | 0.667 | 318         | 322         | 0.988       |
| 3   | KuPS-Volley Kuopio | 5   | 4     | 1     | 3     | 5    | 9    | 0.556 | 298         | 329         | 0.906       |

Źródło: CEV (ang.)
Zasady ustalania kolejności: 1. liczba zdobytych punktów; 2. wyższy stosunek setów; 3. wyższy stosunek małych punktów.
Punktacja: zwycięstwo – 2 pkt; porażka – 1 pkt
Uwaga: Klub Nyborg VBK wycofał się z rozgrywek.
Wyniki
| Data       | Godz. | Drużyna 1          | Wynik | Drużyna 2          | 1     | 2     | 3     | 4     | 5     | Widzów | *      |
| ---------- | ----- | ------------------ | ----- | ------------------ | ----- | ----- | ----- | ----- | ----- | ------ | ------ |
| 07.12.2000 | 20:00 | Uniqa Salzburg     | 3:0   | Petrom Ploeszti    | 25:21 | 25:20 | 25:14 |       |       | 320    | raport |
| 13.12.2000 | 18:30 | KuPS-Volley Kuopio | 0:3   | Uniqa Salzburg     | 23:25 | 23:25 | 14:25 |       |       |        | raport |
| 20.12.2000 | 18:30 | KuPS-Volley Kuopio | 3:0   | Petrom Ploeszti    | 25:23 | 25:14 | 25:20 |       |       | 531    | raport |
| 10.01.2001 | 18:00 | Petrom Ploeszti    | 3:1   | KuPS-Volley Kuopio | 25:19 | 25:15 | 23:25 | 25:16 |       | 1800   | raport |
| 17.01.2001 | 19:00 | Uniqa Salzburg     | 3:1   | KuPS-Volley Kuopio | 25:20 | 24:26 | 25:23 | 25:19 |       |        | raport |
| 24.01.2001 | 18:00 | Petrom Ploeszti    | 3:2   | Uniqa Salzburg     | 22:25 | 25:21 | 21:25 | 25:14 | 15:12 | 800    | raport |

#### Grupa 4
Tabela
| Lp. | Drużyna                   | Pkt | Mecze | Mecze | Mecze | Sety | Sety | Sety  | Małe punkty | Małe punkty | Małe punkty |
| Lp. | Drużyna                   | Pkt | M     | W     | P     | wyg. | prz. | ratio | zdob.       | str.        | ratio       |
| --- | ------------------------- | --- | ----- | ----- | ----- | ---- | ---- | ----- | ----------- | ----------- | ----------- |
| 1   | UEM-Izumrud Jekaterynburg | 11  | 6     | 5     | 1     | 15   | 3    | 5.000 | 446         | 343         | 1.300       |
| 2   | CSKA Royal Cake Sofia     | 10  | 6     | 4     | 2     | 14   | 9    | 1.556 | 507         | 501         | 1.012       |
| 3   | HAOK Mladost Zagrzeb      | 9   | 6     | 3     | 3     | 11   | 11   | 1.000 | 485         | 476         | 1.019       |
| 4   | TV Amriswil               | 6   | 6     | 0     | 6     | 1    | 18   | 0.056 | 363         | 481         | 0.755       |

Źródło: CEV (ang.)
Zasady ustalania kolejności: 1. liczba zdobytych punktów; 2. wyższy stosunek setów; 3. wyższy stosunek małych punktów.
Punktacja: zwycięstwo – 2 pkt; porażka – 1 pkt
Wyniki
| Data       | Godz. | Drużyna 1                 | Wynik | Drużyna 2                 | 1     | 2     | 3     | 4     | 5     | Widzów | *      |
| ---------- | ----- | ------------------------- | ----- | ------------------------- | ----- | ----- | ----- | ----- | ----- | ------ | ------ |
| 06.12.2000 | 20:00 | TV Amriswil               | 0:3   | HAOK Mladost Zagrzeb      | 16:25 | 18:25 | 15:25 |       |       | 560    | raport |
| 07.12.2000 | 17:30 | UEM-Izumrud Jekaterynburg | 3:0   | CSKA Royal Cake Sofia     | 25:17 | 25:17 | 25:14 |       |       | 1000   | raport |
| 12.12.2000 | 18:00 | HAOK Mladost Zagrzeb      | 0:3   | UEM-Izumrud Jekaterynburg | 15:25 | 18:25 | 22:25 |       |       | 350    | raport |
| 14.12.2000 | 17:30 | CSKA Royal Cake Sofia     | 3:0   | TV Amriswil               | 25:17 | 25:18 | 25:17 |       |       | 500    | raport |
| 20.12.2000 | 20:00 | TV Amriswil               | 0:3   | UEM-Izumrud Jekaterynburg | 15:25 | 24:26 | 19:25 |       |       | 600    | raport |
| 20.12.2000 | 18:00 | HAOK Mladost Zagrzeb      | 3:2   | CSKA Royal Cake Sofia     | 25:21 | 23:25 | 19:25 | 25:18 | 16:14 | 350    | raport |
| 09.01.2001 | 17:30 | CSKA Royal Cake Sofia     | 3:2   | HAOK Mladost Zagrzeb      | 25:23 | 22:25 | 13:25 | 27:25 | 15:11 | 600    | raport |
| 10.01.2001 | 17:30 | UEM-Izumrud Jekaterynburg | 3:0   | TV Amriswil               | 25:12 | 25:18 | 25:15 |       |       | 1000   | raport |
| 16.01.2001 | 17:30 | UEM-Izumrud Jekaterynburg | 3:0   | HAOK Mladost Zagrzeb      | 25:22 | 25:19 | 25:19 |       |       | 1000   | raport |
| 17.01.2001 | 20:00 | TV Amriswil               | 1:3   | CSKA Royal Cake Sofia     | 12:25 | 25:23 | 27:29 | 23:25 |       |        | raport |
| 24.01.2001 | 18:00 | HAOK Mladost Zagrzeb      | 3:0   | TV Amriswil               | 25:23 | 27:25 | 26:24 |       |       | 250    | raport |
| 24.01.2001 | 15:00 | CSKA Royal Cake Sofia     | 3:0   | UEM-Izumrud Jekaterynburg | 26:24 | 26:24 | 25:22 |       |       | 400    | raport |

#### Grupa 5
Tabela
| Lp. | Drużyna                     | Pkt | Mecze | Mecze | Mecze | Sety | Sety | Sety  | Małe punkty | Małe punkty | Małe punkty |
| Lp. | Drużyna                     | Pkt | M     | W     | P     | wyg. | prz. | ratio | zdob.       | str.        | ratio       |
| --- | --------------------------- | --- | ----- | ----- | ----- | ---- | ---- | ----- | ----------- | ----------- | ----------- |
| 1   | Numancia Caja Duero Soria   | 12  | 6     | 6     | 0     | 18   | 5    | 3.600 | 541         | 442         | 1.224       |
| 2   | Kométa Kaposvár SE          | 9   | 6     | 3     | 3     | 12   | 12   | 1.000 | 526         | 525         | 1.002       |
| 3   | Petrochema Dubová           | 8   | 6     | 2     | 4     | 11   | 15   | 0.733 | 555         | 573         | 0.969       |
| 4   | Crvena zvezda Galax Belgrad | 7   | 6     | 1     | 5     | 8    | 17   | 0.471 | 496         | 578         | 0.858       |

Źródło: CEV (ang.)
Zasady ustalania kolejności: 1. liczba zdobytych punktów; 2. wyższy stosunek setów; 3. wyższy stosunek małych punktów.
Punktacja: zwycięstwo – 2 pkt; porażka – 1 pkt
Wyniki
| Data       | Godz. | Drużyna 1                   | Wynik | Drużyna 2                   | 1     | 2     | 3     | 4     | 5     | Widzów | *      |
| ---------- | ----- | --------------------------- | ----- | --------------------------- | ----- | ----- | ----- | ----- | ----- | ------ | ------ |
| 05.12.2000 | 18:00 | Petrochema Dubová           | 3:2   | Kométa Kaposvár SE          | 25:22 | 25:19 | 22:25 | 32:34 | 17:15 | 400    | raport |
| 07.12.2000 | 20:15 | Numancia Caja Duero Soria   | 3:1   | Crvena zvezda Galax Belgrad | 20:25 | 25:11 | 26:24 | 25:16 |       | 1500   | raport |
| 13.12.2000 | 20:00 | Crvena zvezda Galax Belgrad | 3:2   | Petrochema Dubová           | 19:25 | 15:25 | 25:21 | 25:19 | 16:14 | 300    | raport |
| 13.12.2000 | 18:00 | Kométa Kaposvár SE          | 1:3   | Numancia Caja Duero Soria   | 19:25 | 16:25 | 25:23 | 15:25 |       | 800    | raport |
| 20.12.2000 | 18:00 | Petrochema Dubová           | 2:3   | Numancia Caja Duero Soria   | 20:25 | 18:25 | 25:19 | 25:15 | 11:15 | 400    | raport |
| 21.12.2000 | 17:45 | Kométa Kaposvár SE          | 3:0   | Crvena zvezda Galax Belgrad | 25:15 | 25:10 | 25:18 |       |       | 500    | raport |
| 10.01.2001 | 20:00 | Crvena zvezda Galax Belgrad | 2:3   | Kométa Kaposvár SE          | 25:27 | 25:21 | 25:19 | 17:25 | 13:15 | 650    | raport |
| 11.01.2001 | 20:15 | Numancia Caja Duero Soria   | 3:0   | Petrochema Dubová           | 25:13 | 25:18 | 25:19 |       |       | 1050   | raport |
| 17.01.2001 | 18:00 | Petrochema Dubová           | 3:1   | Crvena zvezda Galax Belgrad | 25:19 | 23:25 | 25:22 | 25:19 |       | 380    | raport |
| 18.01.2001 | 20:15 | Numancia Caja Duero Soria   | 3:0   | Kométa Kaposvár SE          | 25:16 | 25:23 | 25:16 |       |       |        | raport |
| 24.01.2001 | 18:00 | Kométa Kaposvár SE          | 3:1   | Petrochema Dubová           | 25:17 | 25:20 | 24:26 | 25:20 |       | 450    | raport |
| 24.01.2001 | 20:00 | Crvena zvezda Galax Belgrad | 1:3   | Numancia Caja Duero Soria   | 22:25 | 25:23 | 18:25 | 22:25 |       | 200    | raport |

#### Grupa 6
Tabela
| Lp. | Drużyna              | Pkt | Mecze | Mecze | Mecze | Sety | Sety | Sety  | Małe punkty | Małe punkty | Małe punkty |
| Lp. | Drużyna              | Pkt | M     | W     | P     | wyg. | prz. | ratio | zdob.       | str.        | ratio       |
| --- | -------------------- | --- | ----- | ----- | ----- | ---- | ---- | ----- | ----------- | ----------- | ----------- |
| 1   | Erdemirspor          | 12  | 6     | 6     | 0     | 18   | 0    | MAX   | 450         | 351         | 1.282       |
| 2   | Matador Púchov       | 10  | 6     | 4     | 2     | 12   | 9    | 1.333 | 469         | 448         | 1.047       |
| 3   | Keski-Savon Pateri   | 8   | 6     | 2     | 4     | 7    | 12   | 0.583 | 414         | 448         | 0.924       |
| 4   | Salonit Anhovo Kanal | 6   | 6     | 0     | 6     | 2    | 18   | 0.111 | 390         | 476         | 0.819       |

Źródło: CEV (ang.)
Zasady ustalania kolejności: 1. liczba zdobytych punktów; 2. wyższy stosunek setów; 3. wyższy stosunek małych punktów.
Punktacja: zwycięstwo – 2 pkt; porażka – 1 pkt
Wyniki
| Data       | Godz. | Drużyna 1            | Wynik | Drużyna 2            | 1     | 2     | 3     | 4     | 5    | Widzów | *      |
| ---------- | ----- | -------------------- | ----- | -------------------- | ----- | ----- | ----- | ----- | ---- | ------ | ------ |
| 06.12.2000 | 18:00 | Erdemirspor          | 3:0   | Salonit Anhovo Kanal | 25:14 | 25:17 | 25:22 |       |      | 2500   | raport |
| 06.12.2000 | 15:00 | Keski-Savon Pateri   | 1:3   | Matador Púchov       | 25:23 | 24:26 | 14:25 | 21:25 |      | 408    | raport |
| 12.12.2000 | 17:00 | Matador Púchov       | 0:3   | Erdemirspor          | 19:25 | 21:25 | 20:25 |       |      | 450    | raport |
| 12.12.2000 | 19:00 | Salonit Anhovo Kanal | 0:3   | Keski-Savon Pateri   | 21:25 | 21:25 | 22:25 |       |      | 400    | raport |
| 19.12.2000 | 18:30 | Erdemirspor          | 3:0   | Keski-Savon Pateri   | 25:23 | 25:23 | 25:23 |       |      | 2500   | raport |
| 20.12.2000 | 18:00 | Salonit Anhovo Kanal | 2:3   | Matador Púchov       | 17:25 | 25:18 | 25:18 | 22:25 | 8:15 | 400    | raport |
| 09.01.2001 | 17:00 | Matador Púchov       | 3:0   | Salonit Anhovo Kanal | 25:20 | 25:16 | 25:19 |       |      | 420    | raport |
| 10.01.2001 | 18:30 | Keski-Savon Pateri   | 0:3   | Erdemirspor          | 19:25 | 17:25 | 13:25 |       |      | 800    | raport |
| 17.01.2001 | 18:30 | Keski-Savon Pateri   | 3:0   | Salonit Anhovo Kanal | 25:17 | 25:20 | 25:23 |       |      |        | raport |
| 18.01.2001 | 18:30 | Erdemirspor          | 3:0   | Matador Púchov       | 25:21 | 25:19 | 25:19 |       |      | 2500   | raport |
| 24.01.2001 | 18:00 | Salonit Anhovo Kanal | 0:3   | Erdemirspor          | 19:25 | 21:25 | 21:25 |       |      | 150    | raport |
| 24.01.2001 | 17:00 | Matador Púchov       | 3:0   | Keski-Savon Pateri   | 25:21 | 25:22 | 25:19 |       |      | 400    | raport |

#### Grupa 7
Tabela
| Lp. | Drużyna                    | Pkt | Mecze | Mecze | Mecze | Sety | Sety | Sety  | Małe punkty | Małe punkty | Małe punkty |
| Lp. | Drużyna                    | Pkt | M     | W     | P     | wyg. | prz. | ratio | zdob.       | str.        | ratio       |
| --- | -------------------------- | --- | ----- | ----- | ----- | ---- | ---- | ----- | ----------- | ----------- | ----------- |
| 1   | Stilon Gorzów Wielkopolski | 11  | 6     | 5     | 1     | 17   | 4    | 4.250 | 509         | 381         | 1.336       |
| 2   | Medikémia Szeged           | 10  | 6     | 4     | 2     | 13   | 11   | 1.182 | 534         | 512         | 1.043       |
| 3   | Concordia MTV Näfels       | 9   | 6     | 3     | 3     | 12   | 11   | 1.091 | 519         | 513         | 1.012       |
| 4   | CSS Midia Năvodari         | 6   | 6     | 0     | 6     | 2    | 18   | 0.111 | 343         | 499         | 0.687       |

Źródło: CEV (ang.)
Zasady ustalania kolejności: 1. liczba zdobytych punktów; 2. wyższy stosunek setów; 3. wyższy stosunek małych punktów.
Punktacja: zwycięstwo – 2 pkt; porażka – 1 pkt
Wyniki
| Data | Godz. | Drużyna 1                  | Wynik | Drużyna 2                  | 1     | 2     | 3     | 4     | 5     | Widzów | *      |
| --- | ----- | -------------------------- | ----- | -------------------------- | ----- | ----- | ----- | ----- | ----- | ------ | ------ |
| 06.12.2000 | 17:00 | CSS Midia Năvodari         | 0:3   | Stilon Gorzów Wielkopolski | 12:25 | 28:30 | 22:25 |       |       | 1000   | raport |
| 07.12.2000 | 17:30 | Medikémia Szeged           | 1:3   | Concordia MTV Näfels       | 25:20 | 18:25 | 20:25 | 26:28 |       | 850    | raport |
| 13.12.2000 | 20:00 | Concordia MTV Näfels       | 3:0   | CSS Midia Năvodari         | 25:18 | 25:20 | 25:19 |       |       | 551    | raport |
| 13.12.2000 | 16:30 | Stilon Gorzów Wielkopolski | 3:0   | Medikémia Szeged           | 25:20 | 25:21 | 25:23 |       |       | 1000   | raport |
| 20.12.2000 | 17:00 | CSS Midia Năvodari         | 0:3   | Medikémia Szeged           | 22:25 | 15:25 | 22:25 |       |       | 300    | raport |
| 20.12.2000 | 18:00 | Stilon Gorzów Wielkopolski | 3:0   | Concordia MTV Näfels       | 25:20 | 25:14 | 25:20 |       |       | 1000   | raport |
| 10.01.2001 | 17:30 | Medikémia Szeged           | 3:1   | CSS Midia Năvodari         | 15:25 | 25:14 | 25:14 | 25:18 |       | 400    | raport |
| 10.01.2001 | 20:00 | Concordia MTV Näfels       | 1:3   | Stilon Gorzów Wielkopolski | 25:20 | 24:26 | 20:25 | 18:25 |       | 700    | raport |
| 16.01.2001 | 17:45 | Medikémia Szeged           | 3:2   | Stilon Gorzów Wielkopolski | 27:25 | 23:25 | 24:26 | 25:19 | 15:13 | 450    | raport |
| 17.01.2001 | 17:00 | CSS Midia Năvodari         | 1:3   | Concordia MTV Näfels       | 30:28 | 22:25 | 18:25 | 24:26 |       | 1000   | raport |
| 24.01.2001 | 18:00 | Stilon Gorzów Wielkopolski | 3:0   | CSS Midia Năvodari         | 25:0  | 25:0  | 25:0  |       |       | —      | raport |
| 24.01.2001 | 20:00 | Concordia MTV Näfels       | 2:3   | Medikémia Szeged           | 25:16 | 25:21 | 18:25 | 20:25 | 13:15 | 300    | raport |
| Uwaga: Klub CSS Midia Năvodari wycofał się z rozgrywek przed meczem 6. kolejki ze Stilonem Gorzów Wielkopolski. |       |                            |       |                            |       |       |       |       |       |        |        |

#### Grupa 8
Tabela
| Lp. | Drużyna                    | Pkt | Mecze | Mecze | Mecze | Sety | Sety | Sety  | Małe punkty | Małe punkty | Małe punkty |
| Lp. | Drużyna                    | Pkt | M     | W     | P     | wyg. | prz. | ratio | zdob.       | str.        | ratio       |
| --- | -------------------------- | --- | ----- | ----- | ----- | ---- | ---- | ----- | ----------- | ----------- | ----------- |
| 1   | Unicaja Almería            | 10  | 6     | 4     | 2     | 15   | 9    | 1.667 | 552         | 513         | 1.076       |
| 2   | Rabotniczki Fersped Skopje | 9   | 6     | 3     | 3     | 12   | 13   | 0.923 | 539         | 554         | 0.973       |
| 3   | Castêlo da Maia GC         | 9   | 6     | 3     | 3     | 10   | 12   | 0.833 | 502         | 529         | 0.949       |
| 4   | Łokomotyw Charków          | 8   | 6     | 2     | 4     | 11   | 14   | 0.786 | 570         | 567         | 1.005       |

Źródło: CEV (ang.)
Zasady ustalania kolejności: 1. liczba zdobytych punktów; 2. wyższy stosunek setów; 3. wyższy stosunek małych punktów.
Punktacja: zwycięstwo – 2 pkt; porażka – 1 pkt
Wyniki
| Data       | Godz. | Drużyna 1                  | Wynik | Drużyna 2                  | 1     | 2     | 3     | 4     | 5     | Widzów | *      |
| ---------- | ----- | -------------------------- | ----- | -------------------------- | ----- | ----- | ----- | ----- | ----- | ------ | ------ |
| 06.12.2000 | 20:00 | Castêlo da Maia GC         | 1:3   | Unicaja Almería            | 26:24 | 20:25 | 16:25 | 23:25 |       | 750    | raport |
| 07.12.2000 | 19:30 | Rabotniczki Fersped Skopje | 3:2   | Łokomotyw Charków          | 25:22 | 24:26 | 25:23 | 15:25 | 15:13 | 1600   | raport |
| 13.12.2000 | 17:00 | Łokomotyw Charków          | 1:3   | Castêlo da Maia GC         | 27:29 | 27:25 | 35:37 | 21:25 |       | 3000   | raport |
| 13.12.2000 | 20:00 | Unicaja Almería            | 2:3   | Rabotniczki Fersped Skopje | 22:25 | 22:25 | 25:22 | 25:16 | 11:15 | 1200   | raport |
| 20.12.2000 | 20:00 | Castêlo da Maia GC         | 3:0   | Rabotniczki Fersped Skopje | 25:23 | 25:20 | 25:22 |       |       | 480    | raport |
| 20.12.2000 | 20:00 | Unicaja Almería            | 3:0   | Łokomotyw Charków          | 25:14 | 25:18 | 25:18 |       |       | 1000   | raport |
| 09.01.2001 | 19:30 | Rabotniczki Fersped Skopje | 3:0   | Castêlo da Maia GC         | 25:18 | 25:18 | 25:23 |       |       | 2000   | raport |
| 10.01.2001 | 17:00 | Łokomotyw Charków          | 3:1   | Unicaja Almería            | 25:16 | 27:29 | 25:18 | 25:23 |       | 2500   | raport |
| 16.01.2001 | 19:30 | Rabotniczki Fersped Skopje | 2:3   | Unicaja Almería            | 19:25 | 25:18 | 25:21 | 26:28 | 16:18 | 2500   | raport |
| 18.01.2001 | 20:00 | Castêlo da Maia GC         | 3:2   | Łokomotyw Charków          | 25:21 | 22:25 | 18:25 | 25:20 | 15:12 |        | raport |
| 24.01.2001 | 20:00 | Unicaja Almería            | 3:0   | Castêlo da Maia GC         | 27:25 | 25:15 | 25:22 |       |       | 800    | raport |
| 24.01.2001 | 17:00 | Łokomotyw Charków          | 3:1   | Rabotniczki Fersped Skopje | 25:21 | 21:25 | 25:21 | 25:14 |       | 3000   | raport |

### Ćwierćfinały
| Data                                 | Godz. | Drużyna 1                | Wynik | Drużyna 2                  | 1     | 2     | 3     | 4     | 5     | Małe punkty | Widzów | *      |
| ------------------------------------ | ----- | ------------------------ | ----- | -------------------------- | ----- | ----- | ----- | ----- | ----- | ----------- | ------ | ------ |
| 15.02.2001                           | 20:30 | Unicaja Almería          | 3:0   | Numancia Caja Duero Soria  | 25:21 | 25:17 | 25:23 |       |       |             | 1200   | raport |
| 22.02.2001                           | 20:30 | Unicaja Almería          | 1:3   | Numancia Caja Duero Soria  | 19:25 | 25:22 | 21:25 | 19:25 |       | 2000        | raport |        |
| 14.02.2001                           | 20:00 | SC Espinho               | 3:0   | Uniqa Salzburg             | 25:17 | 25:15 | 25:20 |       |       |             | 700    | raport |
| 20.02.2001                           | 20:00 | SC Espinho               | 3:2   | Uniqa Salzburg             | 25:27 | 25:18 | 23:25 | 25:22 | 15:8  |             | raport |        |
| 14.02.2001                           | 19:30 | Piet Zoomers/D Apeldoorn | 3:2   | UEM-Izumrud Jekaterynburg  | 18:25 | 25:23 | 25:22 | 20:25 | 15:12 |             |        | raport |
| 22.02.2001                           | 17:30 | Piet Zoomers/D Apeldoorn | 1:3   | UEM-Izumrud Jekaterynburg  | 10:25 | 24:26 | 25:23 | 23:25 |       | 1000        | raport |        |
| 14.02.2001                           | 19:00 | Erdemirspor              | 3:0   | Stilon Gorzów Wielkopolski | 25:18 | 25:21 | 25:14 |       |       |             | 2500   | raport |
| 20.02.2001                           | 18:00 | Erdemirspor              | 3:1   | Stilon Gorzów Wielkopolski | 25:20 | 25:23 | 21:25 | 25:20 |       | 530         | raport |        |
| Po lewej gospodarz pierwszego meczu. |       |                          |       |                            |       |       |       |       |       |             |        |        |

### Turniej finałowy
Miejsce: Erdemir Spor Salonu, Ereğli

#### Półfinały
| Data       | Godz. | Drużyna 1                 | Wynik | Drużyna 2   | 1     | 2     | 3     | 4     | 5 | Widzów | *      |
| ---------- | ----- | ------------------------- | ----- | ----------- | ----- | ----- | ----- | ----- | - | ------ | ------ |
| 17.03.2001 | 17:00 | Unicaja Almería           | 1:3   | SC Espinho  | 25:27 | 26:24 | 23:25 | 14:25 |   | 2000   | raport |
| 17.03.2001 | 19:00 | UEM-Izumrud Jekaterynburg | 3:1   | Erdemirspor | 25:23 | 21:25 | 25:23 | 25:20 |   | 3000   | raport |

#### Mecz o 3. miejsce
| Data       | Godz. | Drużyna 1       | Wynik | Drużyna 2   | 1     | 2     | 3     | 4     | 5 | Widzów | *      |
| ---------- | ----- | --------------- | ----- | ----------- | ----- | ----- | ----- | ----- | - | ------ | ------ |
| 18.03.2001 | 18:00 | Unicaja Almería | 3:1   | Erdemirspor | 29:31 | 25:23 | 25:21 | 25:21 |   | 2000   | raport |

#### Finał
| Data       | Godz. | Drużyna 1  | Wynik | Drużyna 2                 | 1     | 2     | 3     | 4     | 5     | Widzów | *      |
| ---------- | ----- | ---------- | ----- | ------------------------- | ----- | ----- | ----- | ----- | ----- | ------ | ------ |
| 18.03.2001 | 20:00 | SC Espinho | 3:2   | UEM-Izumrud Jekaterynburg | 25:23 | 25:15 | 22:25 | 19:25 | 18:16 | 1500   | raport |

## Klasyfikacja końcowa
| Miejsce | Drużyna                   |
| ------- | ------------------------- |
| 1.      | SC Espinho                |
| 2.      | UEM-Izumrud Jekaterynburg |
| 3.      | Unicaja Almería           |
| 4.      | Erdemirspor               |